# Istituto superiore per le industrie artistiche (Monza)
L'Istituto superiore per le industrie artistiche di Monza (ISIA) fu fondato nel 1922 come "Università delle arti decorative". Fu uno dei primi centri italiani di alta formazione nell'ambito delle arti applicate e del design, promosso dalla Società Umanitaria di Milano con il sostegno dei comuni di Milano e Monza.
La scuola si proponeva di formare professionisti capaci di integrare arte, artigianato e industria, ispirandosi al modello del Bauhaus tedesco. L'ISIA di Monza rappresentò una pietra miliare nella storia del design italiano, anche se cessò le sue attività nel 1943 a causa della guerra.

## Storia

### Fondazione e missione educativa

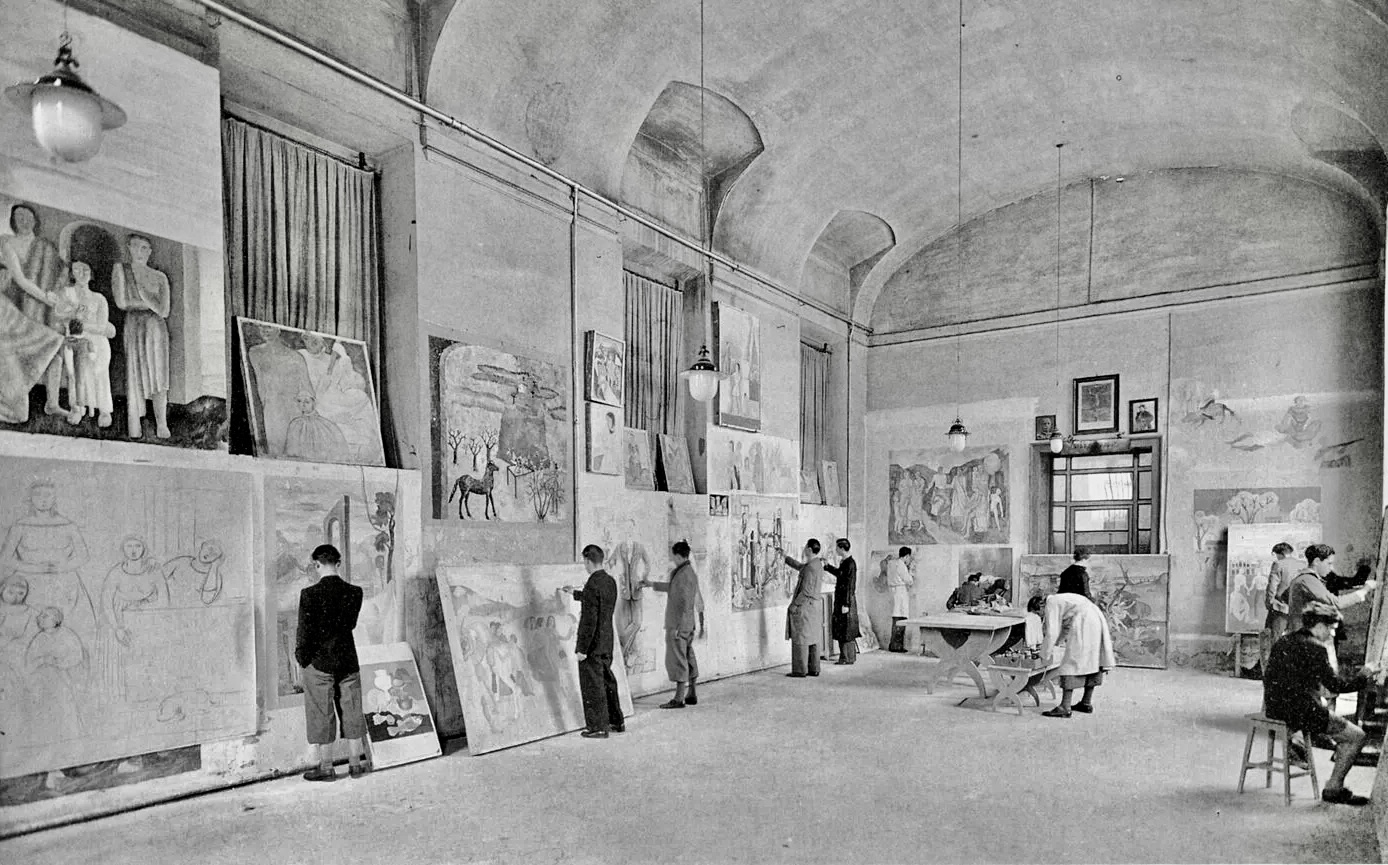
Aula di Pittura murale dell’Istituto nel 1935 circa

L'Istituto superiore per le industrie artistiche fu fondato a Monza nel 1922, inizialmente con il nome di "Università delle arti decorative". L'istituto nacque su iniziativa della Società Umanitaria di Milano, guidata da Augusto Osimo, e fu sostenuto da un consorzio che comprendeva i comuni di Milano e Monza. La sede fu stabilita nell'ala meridionale della Villa Reale di Monza, recentemente trasferita dalla Casa Savoia al demanio statale. Gli ampi spazi della villa ospitavano sia le aule didattiche che il convitto per gli studenti.
L'ISIA rappresentò una novità assoluta per l'Italia del primo dopoguerra, proponendosi come una scuola d'arte innovativa che coniugava formazione artistica e pratica artigianale. Il modello educativo si ispirava ai principi del contemporaneo Bauhaus tedesco, puntando a formare professionisti capaci di integrare arte, artigianato e industria.

### Programma didattico e corsi offerti
L'iscrizione era aperta sia a studenti italiani che stranieri, con la possibilità di accedere a borse di studio per i più meritevoli. Il curriculum prevedeva un ciclo triennale seguito da un biennio specialistico. Oltre alle materie teoriche, gli studenti seguivano corsi pratici in discipline come plastica decorativa, ricamo, teoria tessile e tintoria, tessitura, decorazione, composizione, decorazione murale, ferro battuto, copia dal vero, ceramica, cultura storica e teorica, oreficeria e grafica pubblicitaria. Inoltre, venivano organizzati cicli serali di conferenze culturali e concerti musicali per arricchire la formazione degli studenti.

### Docenti e allievi illustri

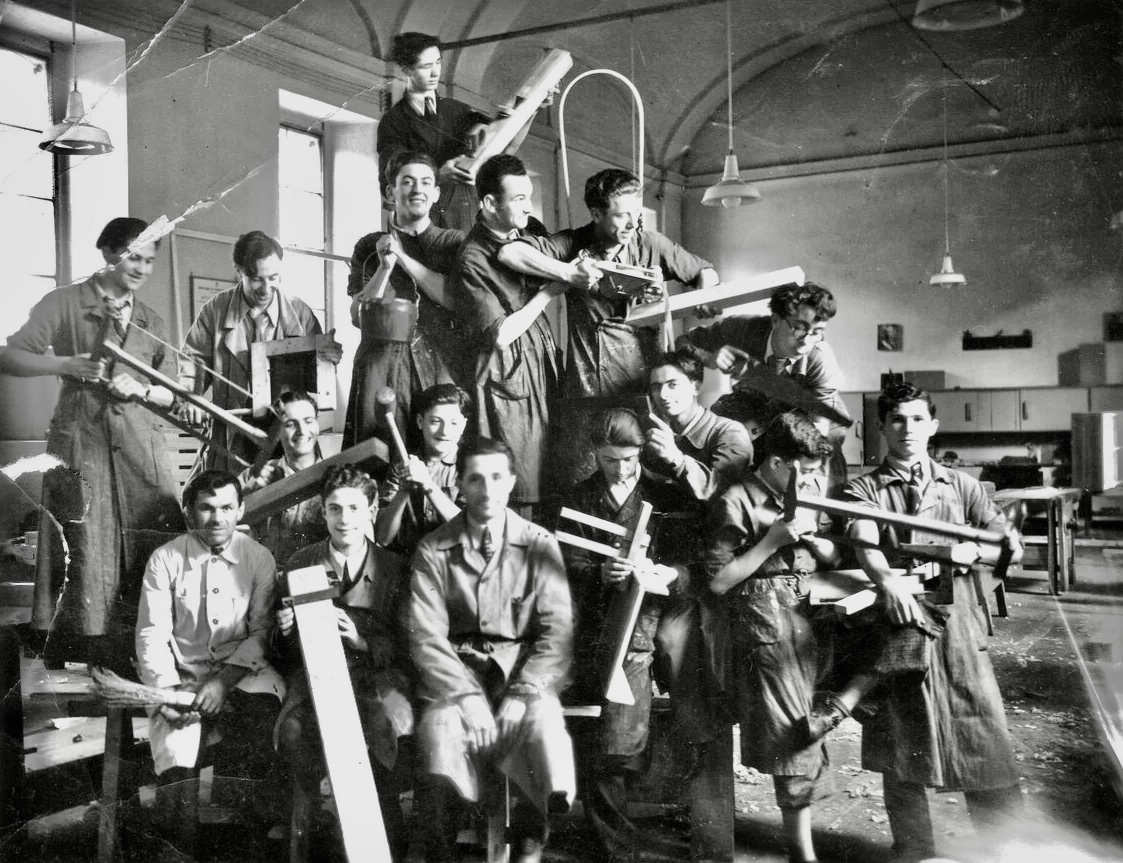
ISIA, Laboratorio di ebanisteria, metà anni Trenta. Il docente Angelo Assi in primo piano al centro, in alto a destra Bruno Protasoni con una lunga pialla tra le mani

Tra i docenti dell'ISIA si annoverano importanti personalità del mondo dell'arte e del design, come Arturo Martini, Marino Marini, Raffaele De Grada, Pio Semeghini, Marcello Nizzoli, Edoardo Persico, Alessandro Mazzucotelli, Alfredo Ravasco, Ugo Zovetti, Karl Walter Posern, Agnoldomenico Pica e Giuseppe Pagano.
Tra gli allievi si ricordano nomi come Costantino Nivola, che divenne un acclamato scultore negli Stati Uniti, e Giovanni Pintori, art director per Olivetti dal 1938 al 1968, autore di materiale pubblicitario di risonanza internazionale.

### Chiusura dell'istituto
Dopo poco più di vent'anni di attività, l'ISIA fu costretto a chiudere nel 1943 a causa delle difficoltà legate alla Seconda guerra mondiale. Nonostante la chiusura, l'eredità dell'istituto sopravvive nella formazione artistica italiana e nella storia del design.

## Sede
L'ISIA aveva sede nell'ala meridionale della Villa Reale di Monza, un edificio neoclassico progettato da Giuseppe Piermarini tra il 1777 e il 1780 come residenza estiva per l'Arciduca Ferdinando d'Asburgo-Este. La villa è circondata dal Parco di Monza, uno dei più grandi parchi recintati d'Europa. Gli ampi spazi della villa ospitavano sia le aule didattiche che il convitto per gli studenti.

## Direttori
| Direttore            | Periodo     |
| -------------------- | ----------- |
| Guido Balsamo Stella | 1929 - 1932 |
| Elio Palazzo         | 1932        |

## Le biennali e le triennali di Monza

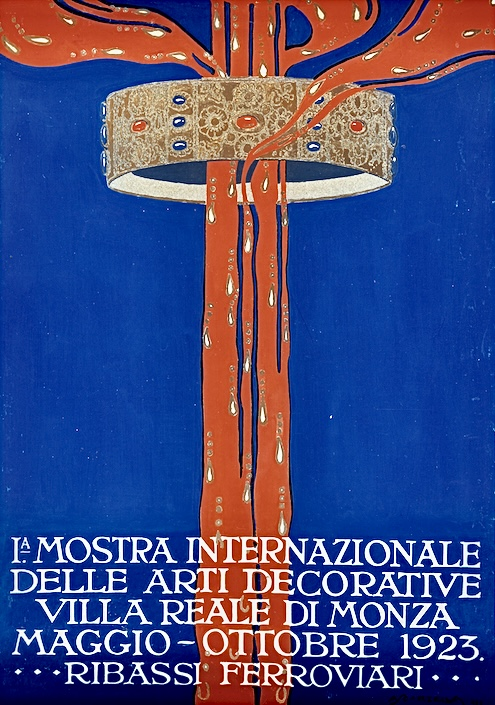
Aldo Scarzella, Manifesto per la I Biennale di Monza, 1923

Durante la sua attività, l'ISIA promosse l'organizzazione delle Biennali delle arti decorative, la prima delle quali si tenne nel 1923 presso la Villa Reale di Monza. Queste esposizioni, inizialmente biennali e successivamente triennali, costituirono un'importante vetrina internazionale per le arti decorative e furono il preludio alla nascita della Triennale di Milano.